# Ройт (Фогтланд)
Ройт (нем. Reuth) — бывшая коммуна в немецкой федеральной земле Саксония. С 1 января 2017 года входит в состав общины Вайшлиц.
Подчиняется земельной дирекции Кемниц и входит в состав района Фогтланд. На 31 декабря 2013 года население Ройта составляло 988 человек. Занимает площадь 30,66 км². Официальный код  был  14 1 78 520.
Коммуна подразделялась на 7 сельских округов.